# Pluviôse

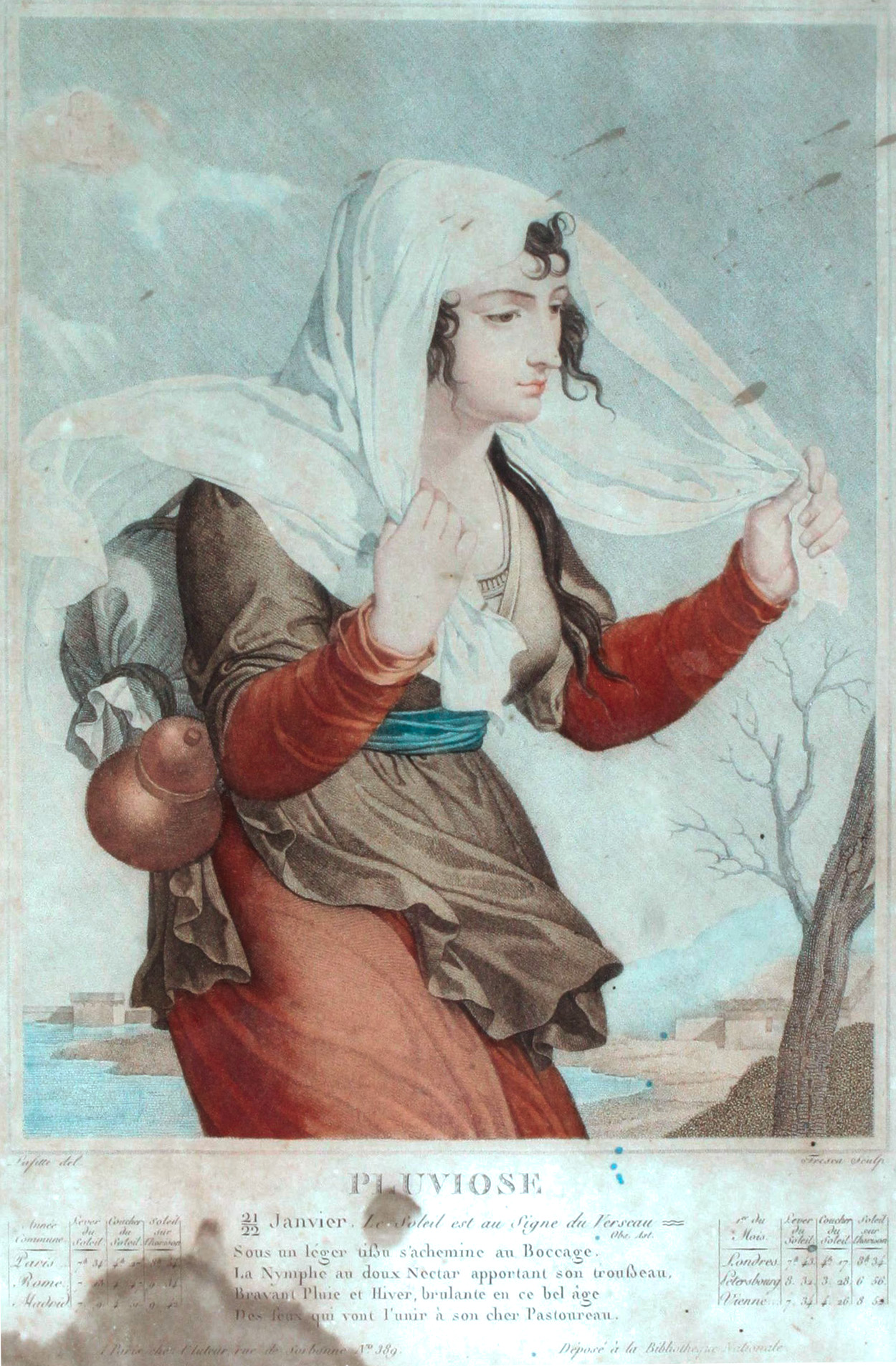
Allegorie des Pluviôse

Der Pluviôse (auch Pluviose; deutsch auch Regenmonat) ist der fünfte Monat des republikanischen Kalenders der Französischen Revolution. Er folgt auf den Nivôse, ihm folgt der Ventôse.
Der Name ist vom lateinischen pluviosus (daher französisch pluvieux) ,regnerisch‘ abgeleitet. Der Pluviôse ist der zweite Monat des Winterquartals (mois d’hiver) und damit fünfte Monat des französischen Revolutionsjahrs. Er beginnt etwa am 23. Januar und endet etwa am 21. Februar.

## Tagesnamen
Wie alle Monate des Französischen Revolutionskalenders hatte der Pluviôse 30 Tage, die in drei Dekaden eingeteilt wurden. Die Tage waren nach landwirtschaftlichen Pflanzen benannt, mit Ausnahme des fünften und zehnten Tages jeder Dekade. Die fünften Tage (Quintidi) wurden jeweils nach einem Haustier, die zehnten Tage (Decadi) nach einem landwirtschaftlichen Gerät benannt.
| Tagesnamen für den Pluviôse | Tagesnamen für den Pluviôse | Tagesnamen für den Pluviôse                 | Tagesnamen für den Pluviôse | Tagesnamen für den Pluviôse                      | Tagesnamen für den Pluviôse | Tagesnamen für den Pluviôse |
| | 1re Décade                  | 1re Décade                                  | 2e Décade                   | 2e Décade                                        | 3e Décade                   | 3e Décade                   |
| --- | --------------------------- | ------------------------------------------- | --------------------------- | ------------------------------------------------ | --------------------------- | --------------------------- |
| Primidi | 1.                          | Lauréole (Lorbeer-Seidelbast)               | 11.                         | Ellébore (Nieswurz)                              | 21.                         | Thlaspi (Hellerkraut)       |
| Duodi | 2.                          | Mousse (Moos)                               | 12.                         | Brocoli (Brokkoli)                               | 22.                         | Thimelé (Daphne)            |
| Tridi | 3.                          | Fragon (Mäusedorn)                          | 13.                         | Laurier (Lorbeer)                                | 23.                         | Chiendent (Quecke)          |
| Quartidi | 4.                          | Perce Neige (Schneeglöckchen)               | 14.                         | Avelinier (Lambertshasel) Coudrier (Haselstaude) | 24.                         | Traînasse (Wegtritt)        |
| Quintidi | 5.                          | Taureau (Stier)                             | 15.                         | Vache (Kuh)                                      | 25.                         | Lièvre (Hase) Veau (Kalb)   |
| Sextidi | 6.                          | Laurier thym (Lorbeerblättriger Schneeball) | 16.                         | Buis (Buchsbaum)                                 | 26.                         | Guèdre Guède(Färberwaid)    |
| Septidi | 7.                          | Amadouvier (Zunderschwamm) Mnie (Sternmoos) | 17.                         | Lichen Lichene (Flechte)                         | 27.                         | Noisetier (Haselstaude)     |
| Octidi | 8.                          | Mézéréon (Seidelbast)                       | 18.                         | If (Eibe)                                        | 28.                         | Cyclamen (Alpenveilchen)    |
| Nonidi | 9.                          | Peuplier (Pappel)                           | 19.                         | Pulmonaire (Lungenkraut)                         | 29.                         | Chélidoine (Schöllkraut)    |
| Décadi | 10.                         | Coignée (Beil)                              | 20.                         | Serpette (Gartenmesser)                          | 30.                         | Traineau (Schlitten)        |
| Moderne französische Namen erscheinen kursiv. Vorschläge von Fabre d’Églantine, die nicht akzeptiert wurden, erscheinen in Kleinschrift. |                             |                                             |                             |                                                  |                             |                             |

## Umrechnungstafel
| I. | II. | III. | V. | VI. | VII. |

| Januar | 1793 | 1794 | 1795 | 1797 | 1798 | 1799 | Februar |

| I. | II. | III. | V. | VI. | VII. |

| Januar | 1793 | 1794 | 1795 | 1797 | 1798 | 1799 | Februar |

| IV. | VIII. | IX. | X. | XI. | XIII. |

| Januar | 1796 | 1800 | 1801 | 1802 | 1803 | 1805 | Februar |

| IV. | VIII. | IX. | X. | XI. | XIII. |

| Januar | 1796 | 1800 | 1801 | 1802 | 1803 | 1805 | Februar |

| XII. |

| Januar | 1804 | Februar |

| XII. |

| Januar | 1804 | Februar |

## Umrechnungsbeispiel
Zu ermitteln ist der 10. Pluviôse X.
Das Jahr X steht in der mittleren Tabelle, darunter das gregorianische Jahr 1802. Unter dem 10. (obere Tageszeile) steht der 30. Da dieser vor dem Monatsübergang (31.→1.) liegt, ist der Januar gemeint.
Das gregorianische Datum ist also der 30. Januar 1802.
Siehe auch: Umrechnungstafel zwischen gregorianischem und republikanischem Kalender